# Esporte Clube Pinheiros (PR)
El Esporte Clube Pinheiros fue un equipo de fútbol de Brasil que jugó en el Campeonato Brasileño de Serie A, la primera división de fútbol en el país, y en el Campeonato Paranaense.

## Historia
Fue fundado el 12 de agosto de 1971 en el municipio de Curitiba, capital del estado de Paraná tras la reestructuración del Esporte Clube Água Verde y el nombre de club es por el árbol araucaria, el árbol nacional del estado de Paraná.
En 1981 participa en el Campeonato Brasileño de Serie A por primera vez, donde no clasificó a la segunda ronda al terminar en octavo lugar de su grupo entre 10 equipos, terminando en el lugar 34 entre 44 equipos. En 1984 gana el Campeonato Paranaense por primera vez en su historia, con lo que consigue la clasificación para el Campeonato Brasileño de Serie A por segunda ocasión en 1985, en donde termina en quinto lugar de su grupo entre 12 equipos y en el lugar 33 entre 44 equipos.
En 1987 es campeón estatal por segunda ocasión; y en 1989 clasifica por primera y única vez a la Copa de Brasil en donde es eliminado en la primera ronda por el Mixto Esporte Clube del estado de Mato Grosso con marcador global de 1-3.
El club desaparece oficialmente el 19 de diciembre de 1989 luego de fusionarse con el Colorado Esporte Clube para crear al Paraná Clube.

## Palmarés
- Campeonato Paranaense (2): 1984, 1987
- Campeonato Paranaense de Segunda División (1): 1982
- Copa José Milani (1): 1973
- Cidade de Curitiba – Troféu Clemente Comandulli (1): 1977[11]